# Hrvatski demokratski forum – Preporuke iz Lemeša
Hrvatski demokratski forum "Preporuke iz Lemeša" (kratica: HDF "Preporuke") je organizacija za zaštitu ljudskih prava i promidžbu kulturnih vrijednosti.
Osnovana je 2008. godine u bačkom selu Lemešu.
Sjedište organizacije je u Subotici, Age Mamužića 3. 

Misija udruženja je povećanje odgovornosti i transparentnosti u radu institucija hrvatske nacionalne manjine u Vojvodini (Republika Srbija), komunikacija kulturnih i znanstvenih radnika, razvoj multietničke i interkulturalne suradnje. 
Ciljevi udruženja su integracija i suživot, transparentnost, demonopolizacija i depolitizacija institucija hrvatske nacionalne manjine u Vojvodini. 
Članovi organizacije su hrvatski intelektualci pretežno iz Subotice, ali i iz ostalih mjesta u Vojvodini. Predsjednica organizacije je Antonija Čota, a Lazo Vojnić Hajduk i Zvonimir Perušić su dopredsjednici. 
Utemeljitelji su ustvrdili da je ova organizacija nastala kao odgovor na prevladavajući utjecaj jedne političke stranke Hrvata u Vojvodini koja nije birala sredstva kad je na najgrublji mogući način zavladala prostorom hrvatske nacionalne zajednice u Vojvodini, kao odgovor na sve izraženiju kontaminaciju cjelokupnog hrvatskog manjinskog prostora, posebice u području području medija i kulture te kao "kao pobuna protiv nametnutog stava aktualnih lidera hrvatske manjinske zajednice o gušenju hrvatske intelektualne elite", jer se pokazalo da djelovanje dotadašnjih vodstava nije privuklo gotovo nikakvi interes javnosti u Vojvodini, Srbiji niti u Hrvatskoj za vojvođanske Hrvate. Također, HDF "Preporuke" je nastao iz razloga što je kulturno područje Hrvata u Vojvodini uvelike bilo zapušteno, do te mjere da su Hrvati ostali bez kroničara, čime su Hrvati u Vojvodini postali "jedina nacionalna zajednica koja nema svoje demografske, sociološke, kulturološke, etnografske i druge sustavne analize i praćenja".
24. veljače 2011. se HDF Preporuke oglasio reakcijom na Otvoreno pismo čelnika hrvatske zajednice u Vojvodini, u kojoj se reklo da je jedini način da se riješi pitanje postojećih problema glede razaranja autohtone zajednice bunjevačkih Hrvata jest da se poslije otvorene, sveopće i demokratske rasprave raspiše plebiscit.

## Značajniji projekti
1. Monitoring rada Hrvatskog nacionalnog vijeća

2. Izložba "Lemeško plemstvo" i dr.

## Vanjske poveznice
- Subotica.info[neaktivna poveznica] Lemeško plemstvo
- Subotica.info[neaktivna poveznica]